# 比尔撞击坑

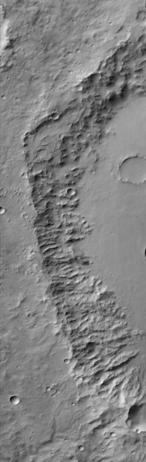
比尔撞击坑已侵蚀的坑壁

比尔撞击坑（德語：Beer）是一座位于火星珍珠湾区(MC-19)以德国天文学家威廉·沃尔夫·比尔之名命名的的陨石坑，其坐标为南纬14.4°、东经351.8°。
比尔与合作者约翰·海因里希·冯·马德勒在19世纪30年代早期绘制了第一幅相当好的火星地图。当时他们选择了一个特定的特征为作为火星图的本初子午线，1877年乔凡尼·斯基亚帕雷利在他更著名火星图中也使用了这一位置，该特征后来被称为子午线湾（中央湾），但随着2004年美国宇航局机遇号探测器的火星登陆，可能子午线高原更为人所知，现在火星的本初子午线是则被定于艾里-0撞击坑中。
比尔撞击坑坐落在子午线高原西南部，距本初子午线8°，往西10°为马德勒撞击坑，斯基亚帕雷利撞击坑也位于该区域。

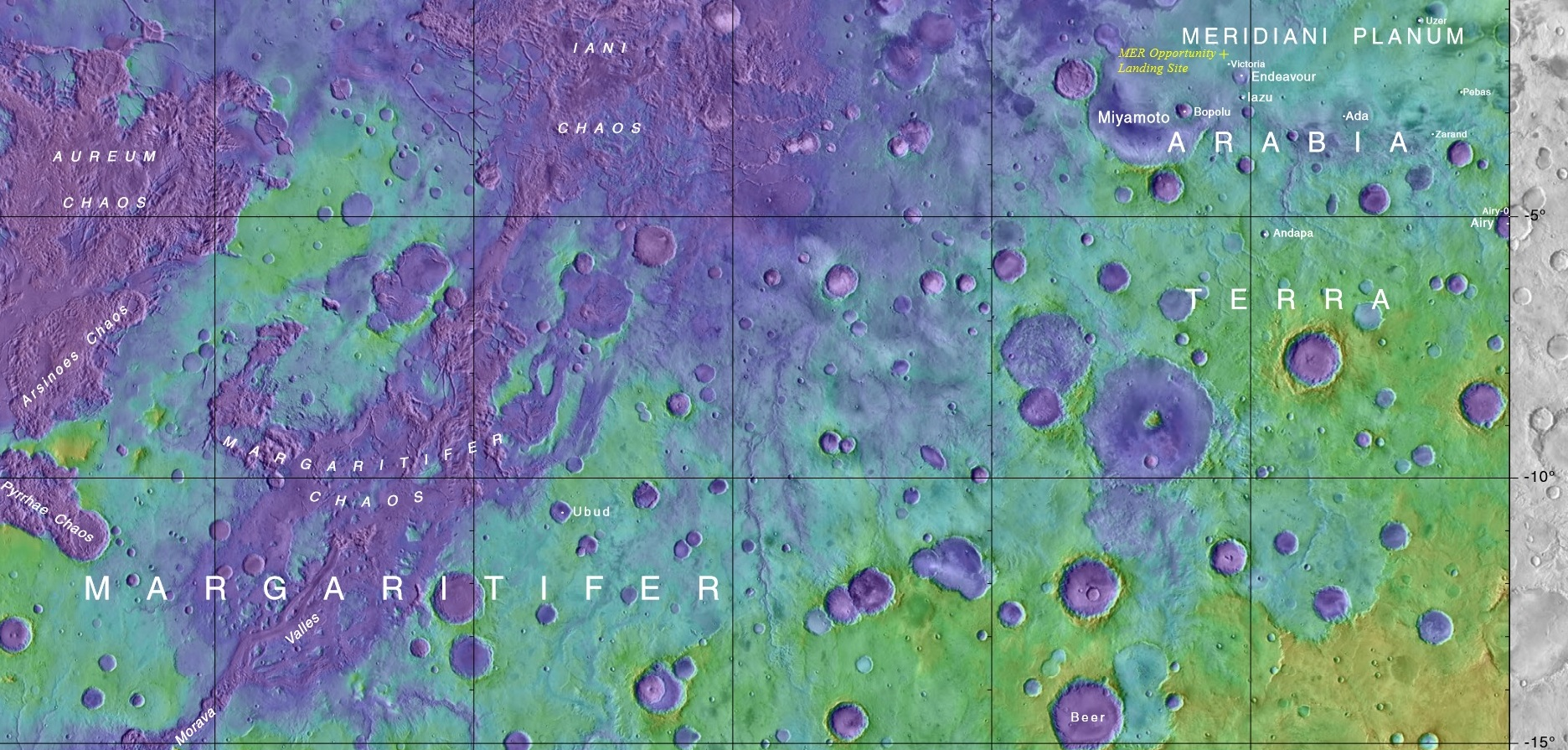
显示了比尔撞击坑位置及其它周边特征的地图

## 备注
1. ↑  . planetarynames.wr.usgs.gov.   [2015-10-16]. （原始内容存档于2016-07-09）.

## 另请参阅
- 火星气候
- 火星地质
- 撞击坑
- 撞击事件
- 火星撞击坑
- 珍珠湾区
- 行星体系命名法